# Старше
Старше (словен. Starše) је насеље и управно средиште истоимене општине Старше, која припада Подравској регији у Републици Словенији.
По попису становништва из 2011. године, насеље Старше имало је 803 становника.